# Oregon (Illinois)
Oregon – miasto w Stanach Zjednoczonych, w stanie Illinois, w hrabstwie Ogle. Według spisu z 2000 miasto zamieszkuje 4060 osób. W 2023 liczba mieszkańców spadła do 3566 osób, a gęstość zaludnienia poniżej 649 osób/km². Miasto jest stolicą hrabstwa Ogle.

## Geografia
Oregon leży na 42°0'47" N, 89°19'59" W. Według spisu miasto zajmuje powierzchnię 5,5 km², z czego 5,3 km² stanowią lądy, a 0,2 km² (3,79%) stanowią wody.

### Demografia
Według spisu z 2000 roku miasto zamieszkuje 4060 osób skupionych w 1667 gospodarstwach domowych, tworzących 1066 rodzin. Gęstość zaludnienia wynosi 772,2 osoby/km². W mieście znajduje się 1789 budynków mieszkalnych, a ich gęstość występowania wynosi 340,3 mieszkania/km². Miasto zamieszkuje 96,03% ludności białej, 1,01% ludności czarnej, 0,15% rdzennych Amerykanów, 0,57% Azjatów, 0,05% mieszkańców Pacyfiku, 0,89% ludności innej rasy oraz 1,31% ludności wywodzącej się z dwóch lub więcej ras. Hiszpanie lub Latynosi stanowią 2,27% populacji.
W mieście jest 1667 gospodarstw domowych, w których 29,8% stanowią dzieci poniżej 18 roku życia żyjące z rodzicami, 49,4% stanowią małżeństwa, 10,6% stanowią kobiety nie posiadające męża oraz 36% stanowią osoby samotne. 31,5% wszystkich gospodarstw domowych składa się z jednej osoby oraz 14,8% żyjących samotnie ma powyżej 65 roku życia. Średnia wielkość gospodarstwa domowego wynosi 2,32 osoby, natomiast rodziny 2,91 osoby. 
Przedział wiekowy kształtuje się następująco: 23,8% stanowią osoby poniżej 18 roku życia, 7,9% stanowią osoby pomiędzy 18 a 24 rokiem życia, 28,7% stanowią osoby pomiędzy 25 a 44 rokiem życia, 22% stanowią osoby pomiędzy 45 a 64 rokiem życia oraz 17,6% stanowią osoby powyżej 65 roku życia. Średni wiek wynosi 38 lat. Na każde 100 kobiet przypada 93,8 mężczyzn. Na każde 100 kobiet powyżej 18 roku życia przypada 93 mężczyzn.
Średni dochód dla gospodarstwa domowego wynosi 34 842 dolarów, a dla rodziny wynosi 41 250 dolarów. Dochody mężczyzn wynoszą średnio 35 247 dolarów, a kobiet 20 652 dolarów. Średni dochód na osobę w mieście wynosi 19 019 dolarów. Około 15,9% rodzin i 10,8% populacji miasta żyje poniżej minimum socjalnego, z czego 18,3% jest poniżej 18 roku życia i 7,6% powyżej 65 roku życia.